# Tadeusz Pasek

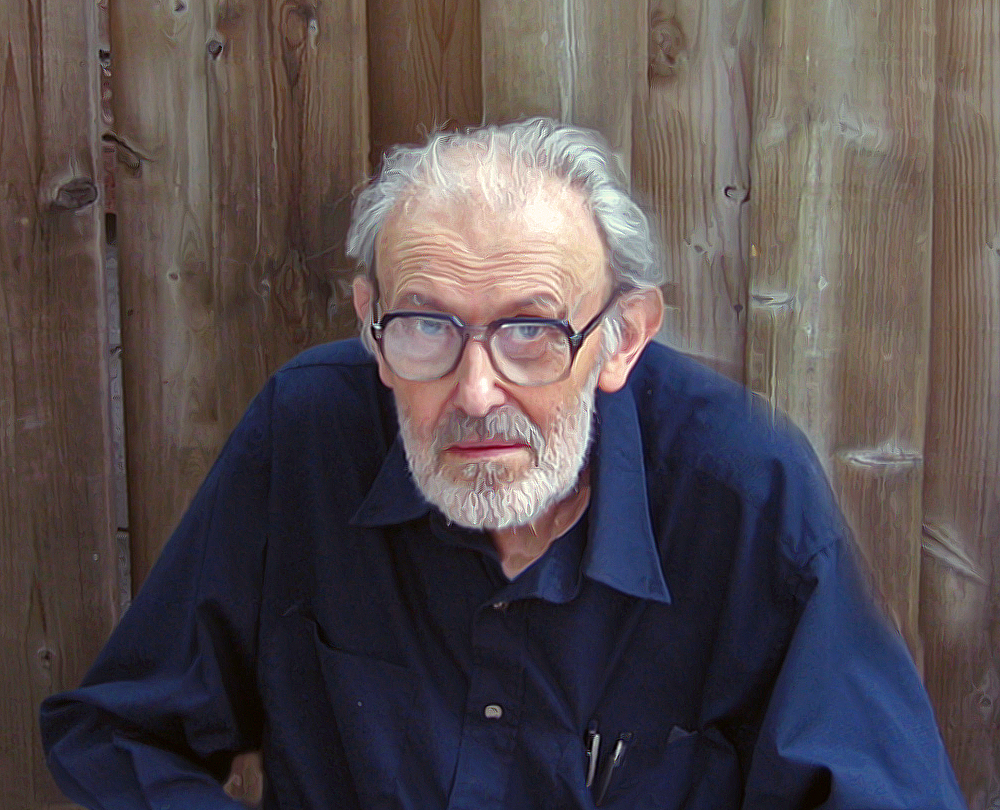
Tadeusz Pasek (2006)

Tadeusz Pasek, pseud. Krzysztof (ur. 21 września 1925 w Poznaniu, zm. 22 marca 2011 w Toronto) – polski naukowiec, terapeuta, jogin, jeden z pierwszych popularyzatorów i nauczycieli jogi w powojennej Polsce. Absolwent Akademii Ekonomicznej w Poznaniu, Bihar School of Yoga w Munger (w stanie Bihar w Indiach), doktorant AWF w Warszawie, pracownik Kliniki Psychiatrycznej Akademii Medycznej w Poznaniu i Uniwersytetu Toronto w Kanadzie. Twórca programów leczenia nerwic za pomocą jogi i współorganizator kursów instruktorskich pierwszego stopnia dla instruktorów jogi w Polsce. Prowadził prace badawcze w zakresie medycyny psychosomatycznej i psychokinezyterapii. Od 1981 roku mieszkał w Toronto w Kanadzie.

## Życiorys
Pochodził z rodziny wywodzącej się z Tatarów litewskich herbu Tarnawa. W czasie wojny, wysiedlony z rodziną do Jasła został kurierem Armii Krajowej.
Ukończył Akademię Ekonomiczną w Poznaniu z tytułem magistra ekonomii.
Zetknął się z jogą około 1960, zainspirowany lekturą książki Wincentego Lutosławskiego Rozwój potęgi woli przez psychofizyczne ćwiczenia według dawnych aryjskich tradycji oraz własnych swoich doświadczeń podaję do użytki rodaków (1909).
W latach 1968−1972 odbył studia doktoranckie w AWF Warszawa pod kierunkiem prof. dr n.med. Wiesława Romanowskiego, w czasie których przebywał też w Indiach (przechodząc roczny kurs w Bihar School of Yoga, Mungyr), zapoznając się z systemami zdrowotnymi jogi, a szczególnie z bezruchowymi pozycjami hathajogi (asanami) i ćwiczeniami oddechowymi (pranajamami). 
Był uczniem sławnego współczesnego jogina Swamiego Śiwanady z Rishikesh w Indiach, z którym utrzymywał korespondencję.
Wyjechał z Polski w 1981 roku, by podjąć pracę naukową na Uniwersytecie Toronto.

### Życie prywatne
Żonaty z Jadwigą, z którą miał syna i córkę.
Ciotką Tadeusza Paska była Wanda Błeńska (1911-2014), znana lekarka i misjonarka, która poświęciła swoje życie, lecząc chorych na trąd w Ugandzie.

## Dzieła

### Wybrane polskie publikacje
- Tadeusz Pasek., Henryk Gaertner., Mike J. Plyley: Świadome sterowanie w ćwiczeniach Jogi, „Wychowanie Fizyczne i Zdrowotne” 2004, 4, 7-11
- Pasek T., Daniel J.V.: Przydatność wprowadzania orientalnych metod relaksacji do szkolnych programów wychowania fizycznego, „Roczniki Naukowe AWF w Poznaniu”, zeszyt 50, 2001, 65-75
- Pasek T., „Calming center” in the housing developement in Poland using Relaxation-Concentration Exercises as a New Form of Recreation, 4-th European Congress on Leisure, Poznań, 17-20.4.1980, ELRA, AWF Poznań, 1980a, 2, 1-4
- Romanowski W. (ed.), Wiśniewska-Roszkowska K., Grochmal S. Pasek T., Teoria i metodyka ćwiczeń relaksowo-koncentrujących, Warszawa, PZWL, 1973 (4 i 5 ed. przez S. Grochmal).
- Pasek T., System ćwiczeń relaksowo-koncentrujących wzorowany na systemach wschodnich na podstawie doświadczeń własnych, „Wychowanie Fizyczne i Sport” 1973, 2, 132
- Pasek T., Romanowski W., Rola sterowanych rytmów w przeciwdziałaniu i zwalczaniu stanów rozkojarzeń psycho-nerwowych, „Medycyna Lotnicza”, 1972, 38, 133-135
- Pasek T., Romanowski W., Eberhardt A., Jasser S.: Problematyka wpływu ćwiczeń relaksowo-koncentrujących wzorowanych na jodze na odporność, „Wych. Fiz. i Sport” 1971, 4, 141-146
- Romanowski W., Pasek T.: Próba wprowadzenia gimnastyki relaksowo-koncentrującej według systemu jogi jako ćwiczeń uzupełniających do programu w.f. młodzieży akademickiej, proceedings, Akademia Medyczna, Poznań. 1970, 93-99
- Swami Kuvalayananda, Vinekar S. Yoga Therapy; (Pasek T., opracował przypisy, słownik terminologiczny i piśmiennictwo jogi, oraz dokonał przekładu z angielskiego wraz z Kukla W., tytuł polskiego wydania: Joga – indyjski system leczniczy, Warszawa PZWL, 1970)
- Romanowski W., Pasek T., Szwarc H., Gradowska T., Turos B., Sikora J., Roniker A., Kochasz J., Eberhardt A., Jasser S..: Próba fizjologicznej i psychologicznej oceny wpływu na organizm ćwiczeń według systemu jogi, Wych. Fiz. i Sport 1969, 3, 139-170
- Gaertner H., Gaertner L., Goszcz W., Pasek T.: Influence of Posture on Blood Composition and Circulation, „Acta Physiol. Polon.” 1965, 1, 55

### Wybrane publikacje zagraniczne
- Pasek T., Daniel J.V.: Stress Management Through Relaxation-Concentration Training, CAPHER Journal (Kanada), 1984, 5, 17
- Pasek T.: Relaxation-Concentration Training as a Form of Rehabilitation of Psychiatric Patients, the 6-th Word Congress of the Intern. Coll. Of Psychosomatic Medicine, ICPM, Montreal, 13-18.9.1981b, abstr. 425, 107
- Pasek T., Nowakowska C., Feldman B., Hauser J., Służewska A.: The Evaluation of the Yoga-type Relaxation-Concentration Training on Patients with Psychogenic Mental Disturbances, the 6-th Word Congress of the Intern. Coll. Of Psychosomatic Medicine, ICPM, Montreal, 13-18.9.1981c, abstr. 514, 129

## Wkład
- Przez ponad 40 lat zajmował się relaksacją, zwłaszcza orientalną, w formie ćwiczeń relaksowo-koncentrujących.
- Tadeusz Pasek dokonał przekładu z angielskiego wraz z W.Kuklą (oraz opracował przypisy, słownik terminologiczny i piśmiennictwo jogi), pracy Swamiego Kuvalayananda i S.L. Vinekara (pracownika Instytutu Jogi w Lonavla) powstałej na podstawie badań realizowanych przy wsparciu Ministerstwa Zdrowia Indii o tytule Yoga Therapy[3]
- W latach 1970–1981 organizował przy Centralnym Ośrodku Metodyczno-Szkoleniowym Zarządu Głównego TKKF, kursy instruktorskie pierwszego stopnia dla instruktorów jogi.
- W latach 1976–1981, posługując się ćwiczeniami hathajogi, prowadził rehabilitację psychiatryczną, tzw. psychokinezyterapię[4], w zakresie przede wszystkim nerwic w Klinice Psychiatrycznej Akademii Medycznej w Poznaniu.
- Prowadził jedne z pierwszych zajęć jogi na obozach leczniczych organizowanych przez PZP dla Studentów.
- Od 1982 roku do śmierci pracował nad wprowadzeniem relaksacji (zwłaszcza orientalnej) i ćwiczeń jogi (Oriental Relaxation Strategy) do nauk wychowania fizycznego i kształcenia pod tym kątem nauczycieli wychowania fizycznego na Uniwersytecie Toronto.